# Bryana Salaz
Bryana Alicia Salaz (Orlando, 25 de agosto de 1997) é uma cantora e atriz norte-americana. Em 2014, conquistou a fama ao concorrer na sétima temporada do reality-show The Voice, onde integrava o grupo de Gwen Stefani. Em 2019, após atuar em uma série de pequenos papéis, conquistou o protagonismo na sitcom Team Kaylie, transmitida através da Netflix.

## Vida pessoal
Bryana é homossexual. Atualmente ela possui uma relação com a cantora Lauren Sanderson.

## Filmografia
| Ano           | Título                      | Papel                                    | Notas                  |
| ------------- | --------------------------- | ---------------------------------------- | ---------------------- |
| 2012          | Joyful Noise                | Our Lady of Perpetual Tears Choir Member | Filme                  |
| 2012          | House of Payne              | Amanda                                   | 1 episódio             |
| 2014          | The Voice                   | Ela mesma                                | Participante           |
| 2016          | Urban Cowboy                | Anita                                    | Filme para TV          |
| 2016          | Bizaardvark                 | Becky                                    | 1 episódio             |
| 2016          | Best Friends Whenever       | Daisy                                    | 7 Episódios            |
| 2017          | Aimee                       | Gina                                     | Curta-metragem         |
| 2017          | The Mick                    | Kelsey                                   | 1 episódio             |
| 2018          | Age of Summer               | Felice                                   | Filme                  |
| 2019          | The Lion Guard              | Anga                                     | 20 episódios           |
| 2019          | Star vs. the Forces of Evil | Teen Meteora                             | 1 episódio             |
| 2019          | Malibu Rescue               | Logan                                    | Filme original Netflix |
| 2019-presente | Malibu Rescue - A Série     | Logan                                    | Série original Netflix |
| 2019-presente | Team Kaylie                 | Kaylie Konrad                            | Série original Netflix |